# Hestesinos
Hestesinos (Hesthesini) é uma tribo de coleópteros da subfamília Cerambycinae.

## Sistemática
- Ordem Coleoptera
  - Subordem Polyphaga
    - Infraordem Cucujiformia
      - Superfamília Chrysomeloidea
        - Família Cerambycidae
          - Subfamília Cerambycinae
            - Tribo Hesthesini (Lacordaire, 1869)
              - Gênero Hesthesis (Newman, 1840)